# Dag Moskopp
Dag Moskopp  (* 1956) ist Neurobiologe und Mediziner, insbesondere der Neurochirurgie, er war Chefarzt der Klinik für Neurochirurgie am Vivantes-Klinikum im Friedrichshain in Berlin.

## Leben und Wirken
Moskopp studierte Medizin und wurde im Jahr 1989 Facharzt für Neurochirurgie mit Europäischem Examen EANS. Seit 1991 führt er Hypophysenoperationen durch und wurde 2000 als Professor für Neurochirurgie an die Universität Münster berufen. Es folgten mehrfache Aufenthalte zur weiteren Spezialisierung an Universitäts-Zentren in Erlangen, Magdeburg, Glasgow, Edinburgh und London. Von 2007 bis 2023 war er Chefarzt der Klinik für Neurochirurgie im Vivantes Klinikum im Friedrichshain zu Berlin.

## Mitgliedschaften
- Deutsche Gesellschaft für Neurochirurgie (DGNC)
- Berliner Gesellschaft für Psychiatrie und Neurologie (BGPN)[5]
- Moskopp ist Mitglied der Überwachungskommission gem. § 11 Abs. 3 S. 4 TPG und Prüfungskommission gem. § 12 Abs. 5 S. 4 TPG.[6]

## Ehrungen
- Moskopp Akademischer Lehrer des Jahres an der Universität Münster (1999, 2004)
- Moskopp erhielt 1995 den CICERO-Rednerpreis für Wissenschaft, zusammen mit Heinz Riesenhuber (Wirtschaft) und Alfred Grosser (Kultur)